# Hospital de San Juan de Dios (Madrid)
El Hospital de San Juan de Dios fue un hospital que fundó Antón Martín el 25 de noviembre de 1552, en unos terrenos cedidos por Fernando de Zomoza en la calle de Atocha de Madrid.

## Historia
Antón Martín fundó este Hospital con un aforo inicial de veinte camas, que fue incrementándose hasta el año 1590. Las camas se dedicaron a los incurables y contagiosos. La atención a los enfermos corría a cargo del propio Antón Martín así como a los miembros de la Congregación formada por él mismo (los Padres Hospitalarios) siguiendo la regla establecida por San Juan de Dios en Granada (Orden Hospitalaria de San Juan de Dios –tras su muerte en 1550 su fama de santidad se hizo muy extensa, siendo beatificado en 1630 y canonizado en 1690). Antón Martín fundó otro hospital de San Juan de Dios en Córdoba, y los hospitales de San Juan de Dios se extendieron por toda España como fundaciones de particulares (Pedro Pecador en Sevilla, Frutos de San Pedro en Lucena).
El resto de la calle de Atocha y sus calles adyacentes se terminó convirtiendo en una zona urbana especializada en instituciones sanitarias y donde localizaban su residencia particular la mayor parte de los médicos madrileños, especialmente desde 1587, cuando se produjo un agrupamiento de los hospitales madrileños que convirtió al de Antón Martín en el mayor de la villa, al absorber al Hospital del Campo del Rey y al Hospital de San Lázaro.
El hospital contaba con una iglesia, utilizada por los miembros de la Orden. Una de sus capillas fue fundación de la Congregación del Cristo de la Salud (1631), y entre sus miembros estuvo Velázquez. En 1693, para festejar la canonización de San Juan de Dios, el escenógrafo José Caudí realizó para esta iglesia un espectacular retablo cinético, en el que la imagen del santo surgía de entre los gajos de una granada y ascendía al encuentro de una imagen descendiente la Virgen, que le dejaba en sus brazos al Niño Jesús. El edificio de la iglesia fue reformado en 1798. 
Durante la Guerra de Independencia Española el hospital fue utilizado como polvorín por las tropas francesas.
En mayo de 1858 se produjo la separación entre el Hospital de Antón Martín y el Hospital General. El edificio perdió su función hospitalaria y su solar acabó siendo ocupado por la Parroquia de San Salvador y San Nicolás. La Congregación del Cristo de la Salud terminó instalándose en 1918 en una iglesia de nueva construcción con ese nombre, en la calle Ayala (entre el Paseo de Recoletos y la calle Serrano).
El amplio espacio abierto en la calle Atocha frente al Hospital de Antón Martín se conocía, desde al menos el siglo XVII, como plazuela de Antón Martín, y se utilizaba como plaza de mercado, con un repeso menor, que en 1766 fue el lugar de inicio del motín de Esquilache. El mercado (en la actualidad: Mercado de Antón Martín) pasó a ser una plaza de abastos cubierta, que incluye un pasaje descubierto entre la calle de Atocha y la calle de Santa Isabel (el pasaje DO-RE o Doré, por la sala de cine DO-RE, hoy vinculada a la Filmoteca Española).
En este mismo entorno madrileño se levantaron el antiguo Colegio de Cirugía de San Carlos, el Hospital Clínico San Carlos y la Parroquia de San Salvador y San Nicolás.